# 師走の翁
師走の翁（しわすのおきな、1975年〈昭和50年〉 8月29日 - ）は、日本の漫画家。成人向け漫画を執筆しており、主に月刊誌『COMIC阿呍』（阿口云）で連載中。同人活動も行っている。山口県出身、神奈川県在住。血液型はO型。

## 経歴
- 高校在学中より同人活動を行っていた。「コミック阿吽」（1997年ヒット出版）でデビュー。
- 大人数が入り乱れる大胆な画面構成を用いた乱交ものを得意とし、また、魔法を取り入れるなど奇抜なストーリーを書く。
- 「シャイニング娘。」シリーズは、業界では異例とも言える6巻（番外編を含むと7巻）分、足かけ7年にわたるロングラン連載を達成。
- かつてはハロー!プロジェクトファンの漫画家として有名だったが、現在はももいろクローバーZファンであることを公式サイトやTwitter、同人誌などで公言している。また、WWE日本公演にザ・ロックの自作イラスト入りボードを持って観戦に行くほどのプロレスファンでもある。

## 作品

### シャイニング娘。
- シャイニング娘。 / Shining Musume / 閃亮少女組
  - 『阿吽』2001年6月号 - 2008年12月号に断続的に連載された。全6巻（本編2巻、外伝4巻）+番外編『「娘。」のいる風俗ビル』1巻。各巻に初回版、改訂版、新装版の3種が（初回版と改訂版の相違はトレーディングカード、マウスパッドの有無）あり、番外編は限定版in、限定版out、通常版、新装版の4種(限定版inと限定版outではおまけページと付属するトレーディングカードの内容が異なる)がある。
  - 当初は全2巻で上巻・下巻と銘打たれていたが、後に外伝が描かれたため、上巻・下巻は第1巻・第2巻に改められた。
  - 番外編は新装版出版の際に「シャイニング娘。第7巻」とされ、『「娘。」のいる風俗ビル』は7巻の副題となった。

### 単行本
いずれもヒット出版社の発行である。
1. Get or Die （1997年） ISBN 4-89465-013-4
  - カウンセラーはどこだ!? - 『阿吽』1997年1月号掲載 ※第1回阿吽ニューフェイス作品
  - Triple Egg - 『阿吽』1997年3月号掲載
  - 有姦倶楽部 - 『阿吽』1997年5月号掲載
  - 前向きで後ろ向きな彼女と後ろ向きで前向きな彼 - 『阿吽』1997年6月号掲載
  - HEPOTAIA - 『阿吽』1997年7月号掲載
  - 保健室故事 - 『阿吽』1997年8月号掲載
  - 女流エロ漫画家 百日紅礼子の華麗な生活 （書き下ろし）
2. LOVE （1998年） ISBN 4-89465-032-0
  - Hurry up the Beach PaPasan 副題 ジャパニーズ ジェントルマン スタンダップ プリーズ - 『阿吽』1997年10月号掲載 ※目次では省略されて“H・B・PaPasan”になっている
  - 百日紅礼子の華麗な生活／外伝 百日紅礼子がANJUMILLER'Sにやって来た YA!YA!YA! - 『阿吽』1997年11月号掲載
  - BO-BAN-BON - 『阿吽』1997年12月号掲載
  - 有姦倶楽部2 Sweet X'mas - 『阿吽』1998年1月号掲載 ※単行本「Get or Die」収録『有姦倶楽部』の続編
  - 聖ヨーニ学園風流記 花花世界 - 『阿吽』1998年3月号掲載
3. 師走の翁 / SHIWASUNOOKINA
  - 初版（1999年） ISBN 4-89465-061-4
    - そ・ら・う - 『阿吽』1998年5月号掲載
    - 八角磨盤空裏走（はっかくのまばんくうりにはしる） - 『阿吽』1998年6月号掲載
    - dogs / LET'S GO TO PLAY - 『阿吽』1998年9月号掲載
    - 探偵故事「横浜（ハマ）に悪魔が舞い降りた」 - 『阿吽』1998年12月号掲載
    - 製作快調 - 『阿吽』1999年1月号掲載

  - 師走の翁 -新装版- （2008年） ISBN 978-4-89465-390-0 ※既刊の「師走の翁」に未収録1作品を追加
    - ランナーズ・ハイ - 『阿吽』1999年9月号掲載
4. 大丈夫 / THE BIGMAN
  - 初版 （1999年） ISBN 4-89465-087-8
    - 魔法少女艶譚 前編
    - 魔法少女艶譚 中編
    - 魔法少女艶譚 後編（大終章） - 『阿吽』1999年8月号掲載
    - F・G・S・M ※「ファッキングッドなスクール水着」の略
    - for 女のコ向け（重文） ※目次では“for 女の子向け（重文）”になっている

  - 大丈夫 -新装版- （2008年） ISBN 978-4-89465-391-7 ※既刊の「大丈夫」に未収録2作品を追加
    - 7025 - 『阿吽』1998年7月号掲載
    - 制作快調＋ - 『阿吽』2008年5月号掲載 ※単行本「師走の翁」収録『制作快調』の続編
5. 宴 / ENN
  - 初版 （2001年） ISBN 4-89465-153-X
    - 宴 - 『阿吽』2000年3月号 - 2001年3月号掲載

  - 宴 -新装版- （2009年） ISBN 978-4894654303 ※既刊の「宴」の表紙を変更、追加作品無し
6. シャイニング娘。上巻 1.First Shining （2002年） ISBN 4-89465-209-9
  - 改訂版 ISBN 4-89465-218-8
    - 新装版 ISBN 4-89465-767-8
7. シャイニング娘。下巻 2.Second Paradise （2002年） ISBN 4-89465-211-0
  - 改訂版 ISBN 4-89465-219-6
    - 新装版 ISBN 4-89465-770-8
8. 精装追男姐 / SEI SO TSUI DAN SHA （2003年） ISBN 4-89465-238-2
  - 精装追男姐 - 『阿吽』2003年3月 - 9月号掲載
9. シャイニング娘。3.Third Go Ahead! （2004年） ISBN 4-89465-271-4
  - 改訂版 ISBN 4-89465-281-1
    - 新装版 ISBN 4-89465-773-2
10. シャイニング娘。4.Number Four （2005年） ISBN 4-89465-296-X
  - 改訂版 ISBN 4-89465-305-2
    - 新装版 ISBN 4-89465-777-5
11. のせわすれ / NOSEWASURE （2005年） ISBN 4-89465-314-1
  - 巨根は商売なり! - 『阿吽』1999年4月号掲載
  - PEACH家庭教師 - 『阿吽』1999年11月号、『阿吽』2002年3月増刊号掲載
  - LOVERINTH - 『阿吽』2000年2月号掲載 ※単行本「LOVE」収録『花花世界』のスピンオフ
  - しょほうせん ボーナストラック：草間色くんの日常 - 『阿吽』2001年5月号、『阿吽』2002年3月増刊号掲載 ※単行本「宴」の番外編
  - ヨシモト! - 『阿吽』2003年1月号掲載
  - 捜査e係石原魅奈!! 盗撮グループ“JR団”を摘発せよ!! - 『阿吽』2003年11月号掲載
  - 女教師中善寺綾乃の淫鬱なこれから 前編 - 『阿吽』2005年10月号掲載
  - 女教師中善寺綾乃の淫鬱なこれから 後編 - 『阿吽』2005年11月号掲載
12. シャイニング娘。5.Five Sense of Love （2006年） ISBN 4-89465-326-5
  - 改訂版 ISBN 4-89465-341-9
    - 新装版 ISBN 4-89465-780-5
13. シャイニング娘。6.Rainbow Six （2007年） ISBN 978-4-89465-361-0
  - 改訂版 ISBN 4-89465-397-4
    - 新装版 ISBN 4-89465-784-8
14. シャイニング娘。番外編 「娘。」のいる風俗ビル （2008年） 
通常版、限定板In、限定版Outの3種とシャイニング娘。に改題された新装版の合計4種が発売されている。
限定版inとoutの違い：本編は同じで巻末の漫画とトレーディングカードイラストギャラリーが別
  - 限定版 in ISBN 978-4894-654150
    - おまけページin.ver
    - トレカギャラリー前期ver.（No.1 - 32） ※上記「シャイニング娘。」の初回版に付録していたトレカのイラスト

  - 限定版 out ISBN 978-4894-654167
    - おまけページout.ver
    - トレカギャラリー後期ver.（No.33 - 64） ※上記「シャイニング娘。」の初回版に付録していたトレカのイラスト

  - 通常版 ISBN 978-4894-654624
  - シャイニング娘。新装版7.「娘。」のいる風俗ビル ISBN 4-89465-787-2
    - 上記の通り、新装版では番外編ではなく本編の1エピソードとなり、『「娘。」のいる風俗ビル』は7巻の副題となった。
15. JCエッチ （2009年） ISBN 4-89465-458-X
  - 宴のまんなか - 『阿吽』2009年4月号掲載 ※単行本「宴」の続編
  - HHH トリプルエッチ - 『阿吽』2009年3月号掲載
  - HHH極 トリプルエッチきわめ - 『阿吽』2009年6月号掲載 ※「HHH」の続編
  - HHH極 トリプルエッチきわめ 中編 - 『阿吽』2009年7月号掲載
  - HHH極 トリプルエッチきわめ 後編 - 『阿吽』2009年8月号掲載
  - 目隠しプレイ - 『阿吽』2007年10月号掲載
  - 平成性教育改革（前編） - 『阿吽』2007年11月号掲載
  - 平成性教育改革（中編） - 『阿吽』2008年3月号掲載
  - 平成性教育改革（後編） - 『阿吽』2008年4月号掲載
  - ヌルセン - 『阿吽』2006年1月号掲載
16. ピスはめ! 上 （2012年） ISBN 978-4894-655454
  - Episode01〜07
  - 「JCエッチ宣伝漫画」聖桜祭前日 - 『阿吽』2009年11月号掲載
  - じゃーみードック! - 『阿吽』2009年12月号掲載
17. ピスはめ! 下 （2012年） ISBN 978-4894-65546-1
  - Episode08〜16
    - 特製小冊子付 限定版 ISBN 978-4894-655478
18. アイブカ!（仮） （2014年） ISBN 978-4-89465-632-1
  - 第1話 - 『阿吽』2013年6月号掲載
  - 第2話 - 『阿吽』2013年7月号掲載
  - 第3話 - 『阿吽』2013年11月号掲載
  - 第4話 - 『阿吽』2014年1月号掲載
  - 第5話 - 『阿吽』2014年3月号掲載
  - 最終話 - 『阿吽』2014年4月・5月合併号掲載
  - ゆあまいあいどる - 『阿吽』2012年12月号掲載
19. ヌーディストビーチに修学旅行で!! （2015年） ISBN 978-4-89465-669-7
  - 第1話 - 『阿吽』2014年6月号掲載
  - 第2話 - 『阿吽』2014年8月号掲載
  - 第3話 - 『阿吽』2014年10月号掲載
  - 第4話 - 『阿吽』2014年11月号掲載
  - 第5話 - 『阿吽』2014年12月号掲載
  - 第6話 - 『阿吽』2015年2月号掲載
  - 第7話 - 『阿吽』2015年5月号掲載
  - 第8話 - 『阿吽』2015年7月号掲載
  - ヤリモクビーチに修学旅行で!! - 『阿吽』2015年8月号掲載
20. エロ♥ピッピ （2016年） ISBN 978-4-89465-712-0
  - 彼女彼氏彼女 - 『阿吽』2013年3月号掲載
  - 保健委員サバイバル - 『阿吽』2012年8月号掲載
  - 誰も起きてはならぬ 前編 - 『阿吽』2015年12月号掲載
  - 誰も起きてはならぬ 後編 - 『阿吽』2016年1月号掲載
  - 僕の勃起ペニスを録画していきなよ
    - 第1話 - 『阿吽』2016年3月号掲載
    - 第2話 - 『阿吽』2016年6月号掲載
    - 第3話 - 『阿吽』2016年7月号掲載
    - 第4話 - 『阿吽』2016年9月号掲載
    - 第5話 - 『阿吽』2016年11月号掲載
    - 最終話 - 『阿吽』2016年12月号掲載
21. 円光おじさん （2018年） ISBN 978-4-89465-759-5
  - Episode I - 『阿吽』2017年4月号掲載
  - Episode II - 『阿吽』2017年5月号掲載
  - Episode III - 『阿吽』2017年6月号掲載
  - Episode IV - 『阿吽』2017年8月号掲載
  - Episode V - 『阿吽』2017年9月号掲載
  - Episode VI - 『阿吽』2017年11月号掲載
  - Episode VII - 『阿吽』2017年12月号掲載
  - Episode VIII - 『阿吽』2018年2月号掲載
  - Episode IX - 『阿吽』2018年3月号掲載
  - Episode X - 『阿吽』2018年5月号掲載
22. Please! Freeze! Please! （2020年） ISBN 978-4-89465-848-6
  - Please! Freeze! Please!#1 - 『阿吽』2019年4月号掲載
  - Please! Freeze! Please!#2 - 『阿吽』2019年6月号掲載
  - Please! Freeze! Please!#3 - 『阿吽』2019年8月号掲載
  - Please! Freeze! Please!#4 - 『阿吽』2019年10月号掲載
  - Please! Freeze! Please!#5 - 『阿吽』2019年12月号掲載
  - Please! Freeze! Please!#6 - 『阿吽』2020年2月号掲載
  - Please! Freeze! Please!#7 - 『阿吽』2020年4月号掲載
  - Please! Freeze! Please!#8 - 『阿吽』2020年6月号掲載
  - Please! Freeze! Please!#9 - 『阿吽』2020年8月号掲載
  - Please! Freeze! Please!#10 - 『阿吽』2020年10月号掲載
    - ドラマCD付 限定版
23. 僕の精液で本復快癒!! （2023年） ISBN 978-4-89465-920-9
  - ここから先はセックスです!!
    - 第1話 - 『阿吽』2021年12月号掲載
    - 第2話 - 『阿吽』2022年2月号掲載
    - 第3話 - 『阿吽』2022年4月号掲載
    - 第4話 - 『阿吽』2022年6月号掲載
    - 第5話 - 『阿吽』2022年8月号掲載
    - 第6話 - 『阿吽』2022年10月号掲載
    - 第7話 - 『阿吽』2022年12月号掲載
    - 第8話 - 『阿吽』2023年2月号掲載
    - 第9話 - 『阿吽』2023年4月号掲載
    - 第10話 - 『阿吽』2023年6月号掲載
    - おまけ - 『阿吽』2023年8月号掲載
24. 100万回大性交 （2025年） ISBN 978-4-89465-975-9
  - はるハメ!前編 - 『阿吽』2012年6月号掲載 ※「ピスはめ！」のスピンオフ作品
  - はるハメ!後編 - 『阿吽』2012年7月号掲載
  - 潜・入・少・年 - 『阿吽』2021年4月号掲載
  - 潜・入・少・女 - 『阿吽』2021年6月号掲載
  - 潜入少年少女 - 『阿吽』2021年10月号掲載
  - 生放送 紬麻里子 - 『阿吽』2013年1月号掲載
  - 100回フラれた絶望的にモテない俺を憐れんだ彼氏あり女友達が何でもエロい事ヤらせてくれた!! - 電子配信同人誌掲載
  - 仲良しハーレム番外編 - 『阿吽』2025年8月号掲載

### 単行本未収録作品
- HAPPY TO GO! - 『ヤングキング』（少年画報社） 2008年2号掲載、『月刊ヤングキング』（同）2012年11月号（再録、付録小冊子） ※一般向け作品
- 役所のお仕事♥（仮） - 『阿吽』2008年10月号の掲載予定だったが、他作品とネタ被りのために没原稿になった模様。

### 雑誌
- シャイニング娘。師走の翁総集編 - 『阿吽』2002年3月号増刊
  - 執筆者インタビュー
  - キャラクターファイル
  - 連載用設定ラフ画
  - トレーディングカード2枚

### ゲームソフト
- 星空☆ぷらねっと CD-ROM版（ディーオー） （2000） 原画、キャラクターデザイン担当
- 星空☆ぷらねっと DVD-ROM版（ディーオー） （2001） 原画、キャラクターデザイン担当
- 星空☆ぷらねっと 〜夢箱〜 DVD-ROM版（ディーオー） （2003） ※雨衣ユイの原画によるリメイク版と、師走の翁原画のオリジナル版が表示選択可能。
- 星空☆ぷらねっと one small step for... PSP版（サイバーフロント） （2011） 原画、キャラクターデザイン担当

### OVA
- ピスはめ! - シリーズ全6巻。

### デジタルコミック
1. “ギミックス01”内収録Do! MANGA（動漫画）
  - 花花世界 ※単行本「LOVE」収録 同名作品をデジタル化
2. “ギミックス師走の翁 SEISO-1”モーションコミック
  - 精装追男姐 1話 Aパート／Bパート
  - 精装追男姐 2話 Aパート／Bパート
    - 声の出演：渋谷ひめ（主人公・小倉竜）、吉川華生（弩Sでか女・樹マリ）、紫苑みやび（M女爆乳・西村晶）、春日アン（ヤリマンロリ娘・松田メグ）、本田ミカ（幼なじみ委員長・田町マミ）、逢川奈々（天然ママ・小倉今日子）
3. “ギミックス師走の翁 SEISO-2”モーションコミック
  - 精装追男姐 3話
  - 精装追男姐 4話
4. “ギミックス師走の翁 SEISO-3”モーションコミック
  - 精装追男姐 5話
  - 精装追男姐 6話

### 画集
- 師走の翁×JKプロレスイラストレーションズ 技画 GIGA（笠倉出版社、2016年8月26日）[2][3]

## 同人誌

### 我係日本人 名義
- 竹原スタイル （元ネタ：『学校の怪談』）
- TAKEHARA STYLE2 （元ネタ：『学校の怪談』）
- 幸せ気分で小萌スタ! （元ネタ：『エイケン』）
- 逆転電池 （元ネタ：『逆転裁判』）
- まったりカプコン
- SOFISTICATED
- 天地真理

### 快楽野郎Gチーム 名義
- battery 電池 vol.2 （元ネタ：『私立ジャスティス学園』）
- 隠し砦の三悪人
- 東方三侠
- ライジング・サン
- 因果

### 翁計画 名義
- いちご800% （元ネタ：『いちご100%』）
- おくさまは虎痴高生 （元ネタ：『おくさまは女子高生』）
- エロバレ360動物編 （元ネタ：『デッドオアアライブ』）
- シャイムスラクガキ
- シャイムスラクガキ2
- ちゅぱちゃり （『コミック「エロチャリ」』東日本大震災義援金チャリティー同人誌）
- 出来ておる喃 …憂は …本 （元ネタ：『けいおん!』）
- K-on!の超エロい本ができました （元ネタ：『けいおん!』）
- GTT 顔射後ティータイム （元ネタ：『けいおん!』）
- PANTY 「ちょいワル」「ロクデナシ」エンジェル （元ネタ：『パンティ&ストッキングwithガーターベルト』）
- こういうお仕事もあるんですねー （元ネタ：『アイドルマスター シンデレラガールズ』）
- だーさんのために沖田恭子32さいB107a.k.aおくさんをナマ出し肉穴調教しておいてあげよう （元ネタ：『おくさん』）
- パコパコ中出しキャンプ2016（元ネタ：『くまみこ』）
- 義妹ひまり （オリジナル作品）